# Карбов-Фитлюббе
Карбов-Фитлюббе (нем. Karbow-Vietlübbe) — упразднённая община в Германии, в земле Мекленбург-Передняя Померания. Входила в состав района Пархим. Подчинялась управлению Эльденбург Любц. Население составляло 440 человек (на 31 декабря 2006 года). Занимала площадь 20,66 км².
Община подразделялась на 3 сельских округа.